# Siga (Peć)
Pour l’article homonyme, voir Siga.
Sigë en albanais et Siga en serbe latin (en serbe cyrillique : Сига) est une localité du Kosovo située dans la commune/municipalité de Pejë/Peć et dans le district de Pejë/Peć. Selon le recensement kosovar de 2011, elle compte 346 habitants.

## Histoire
L'église Saint-Georges de Sigë/Siga date du XVIe siècle ; mentionnée par l'Académie serbe des sciences et des arts, elle est inscrite sur la liste des monuments culturels du Kosovo.

## Démographie

### Évolution historique de la population dans la localité
| 1948 | 1953 | 1961 | 1971 | 1981 | 1991 | 2011 |
| ---- | ---- | ---- | ---- | ---- | ---- | ---- |
| 163  | 189  | 189  | 340  | 419  | 428  | 346  |

|  |

### Répartition de la population par nationalités (2011)
En 2011, les Albanais représentaient 95,66 % de la population.